# Leucanopsis cloisa
Leucanopsis cloisa là một loài bướm đêm thuộc phân họ Arctiinae, họ Erebidae.